# Dimmu Borgir
Dimmu Borgir er et norsk symfonisk black metal-band dannet i 1993. Navnet betyder mørkt slot/fæstning på islandsk.

## Historie
Dimmu Borgir er et melodisk sortmetal band dannet i 1993 af medlemmerne af Shagrath, Silenoz og Tjodalv. I 1994 udgav de en EP Inn I Evighetens Mørke, som blev udsolgt på få uger. Ikke længe efter fulgte de op med et fuld længde album For All Tid, der indeholdte musikalske bidrag fra medlemmer af både Dødheimsgard og Ved Buens Ende.
Den indledende line-up bestod af Shagrath på trommer, Tjodalv på guitar og Silenoz som vokalist, men to medlemmer sluttede til på henholdsvis keyboard og bas før næste album. Stormblåst, som blev udgivet på Cacophonous Records i 1996, opnåede stor popularitet blandt melodisk sortmetal fans, og kan derfor betragtes som et højdepunkt i bandets karriere. Det er også bandets sidste album som udelukkende er på norsk.
Efter Stormblåst gennemgik Dimmu Borgirs line-up en del ændringer. Keyboard spiller Stian Aarstad forlod bandet for at tjene det norske militær, og kunne derfor ikke deltage i indspilningen af Devil's Path i 1996. Basist Brynjard Tristan forlod også bandet, og blev erstattet af Nagash. Stian Aarstad vendte tilbage til indspilningen af Enthrone Darkness Triumphant i 1997. På tournéen hvor albummet skulle promoveres havde han immervæk svært ved at møde op når bandet øvede eller spillede koncert, og efterfølgende blev han derfor fyret.
Enthrone Darkness Triumphant var en stor succes for bandet, og var også deres første udgivelse på det kendte tyske pladeselskab Nuclear Blast. Albummet blev indspillet i studiet Abyss Studio, som var ejet af Hypocrisys frontfigur Peter Tägtgren.
Efter tournéen for Enthrone Darkness Triumphant rekrutteredes medlemmerne Mustis på keyboard og Astennu på 2. guitar, så Shagrath kunne nu koncentrere sig rent om vokalerne.
Dimmu Borgirs efterfølgende albums Spiritual Black Dimensions i 1999 og Puritanical Euphoric Misanthropia i 2001 blev begge mødt med kritik.
På trods af at musikken jævnligt blev spillet på MTV2 og Fuse TV, gav medlemmerne udtryk for at bandet ikke er kommercielt orienteret, men at de bare gerne ville nå ud til et større publikum. I 2003 udnyttede bandet de finansielle fordele, som det alligevel giver at være på et større pladeselskab, til at indspille albummet Death Cult Armageddon. Et tydeligt eksempel ses på produktionsværdien i musikvideoen til Progenies of the Great Apocalypse. Desuden blev dele af albummet indspillet med Prags Filharmoniske Orkester for at fremme de klassiske elementer der altid har kendetegnet bandet.
Bandet var hovednavn på Ozzfest I 2004.
I 2005 genindspillede bandet Stormblåst albummet med Hellhammer fra Mayhem som trommeslager.
I 2009 forlod Simen "ICS Vortex" Hestnæs og Mustis bandet. Mustis, fordi han ikke følte at hans sangskrivning blev krediteret tilstrækkeligt, ifølge sin egen Myspace side. De resterende medlemmer kom dog med helt andre begrundelser i et nyhedsbrev på Dimmu Borgirs officielle Myspace.
I nyere tid har Dimmu Borgir leveret In Sorte Diaboli (2007), Abrahadabra (2010) samt Eonian (2018), hvor bandet tematisk fortsat bevæger sig i nye retninger indenfor det okkulte og mysticisme.

## Medlemmer
- Shagrath (Stian Thoresen) – Vokal
- Silenoz (Sven Atle Kopperud) – Guitar
- Galder (Thomas Rune Andersen) – Lead Guitar

## Diskografi

### Studiealbum
- 1994: For All Tid
- 1996: Stormblåst
- 1997: Enthrone Darkness Triumphant
- 1999: Spiritual Black Dimensions
- 2001: Puritanical Euphoric Misanthropia
- 2003: Death Cult Armageddon
- 2005: Stormblåst MMV
- 2007: In Sorte Diaboli
- 2010: Abrahadabra
- 2018: Eonian

### Ep'er
- 1994: Inn I Evighetens Mørke
- 1996: Devil's Path
- 2000: The Gods of Darkness
- 2001: Alive in Torment
- 2002: World Misanthropy

### Splitalbum
- 1999: Sons of Satan Gather for Attack (med Old Man's Child)
- 2000: True Kings of Norway (med Emperor, Immortal, Ancient, og Arcturus)

### Opsamlingsalbum
- 1998: Godless Savage Garden

### Videoer og dvd'er
- 1998: Live & Plugged vol.2 (vhs)
- 2002: World Misanthropy (dvd)
- 2003: Death Cult Armageddon (dvd)
- 2008: The Invaluable Darkness (dvd)

### Singler
- 2003: "Vredesbyrd"
- 2007: "The Serpentine Offering"

### Demoer
- 1994: Unavngivet demo
- 1995: Stormblåst